# Fredrika församling
Fredrika församling var en församling i Luleå stift och i Åsele kommun i Västerbottens län. Församlingen uppgick 2010 i Åsele-Fredrika församling.

## Administrativ historik
Församlingen bildades 25 november 1785 som ett kapellag i Åsele församling under namnet Viska församling. Namnändring till nuvarande namn skedde i maj 1799 samtidigt som församlingen blev en egen församling.
Församlingen ingick till 7 maj 1799 i Åsele församlings pastorat för att därefter till 1999  utgöra ett eget pastorat, och därefter till 2010 ingå i pastorat med Åsele församling . Församlingen uppgick 2010 i Åsele-Fredrika församling.

## Kyrkor
- Fredrika kyrka